# Холмсунд
Холмсунд (на шведски: Holmsund) е град в североизточна Швеция, лен Вестерботен, община Умео. Разположен е на брега на Ботническия залив. Намира се на около 520 km на североизток от централната част на столицата Стокхолм и на 15 km на югоизток от главния град на лена Умео. Има крайна жп гара и пристанище. До северната му част е летището на Умео. Населението на града е 5489 жители според данни от преброяването през 2010 г.